# هارمشتورف
هارمشتورف (به آلمانی: Harmstorf) یک شهر در آلمان است که در Jesteburg واقع شده‌است. هارمشتورف ۹۳۱ نفر جمعیت دارد.